# Franz Xaver von Hertling

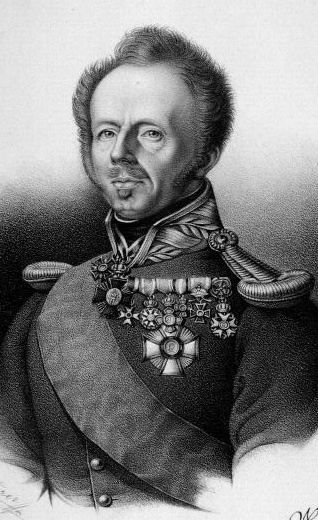
Franz Xaver von Hertling; Lithografie von Andreas Gatterer (1810–1868)

Franz Xaver Ignatz Freiherr von Hertling (* 28. Juni 1780 in Ladenburg; † 13. September 1844 in München) war ein bayerischer Generalleutnant und Kriegsminister.

## Leben

### Familie
Er entstammte der pfälzischen Adelsfamilie von Hertling und war der Sohn des kurpfälzischen Regierungsrates Jakob Anton von Hertling (1740–1793) und dessen Gattin Maria Anna Antonia von Weiler.
Des Vaters Bruder Johann Friedrich von Hertling (1729–1806) war der Urgroßvater des späteren deutschen Reichskanzlers und bayerischen Ministerpräsidenten Georg von Hertling (1843–1919).
1816 ehelichte er Anna Freiin von Kalkhoff, Tochter von Anton Moritz von Kalkhoff, wirklicher Hofrat und Geheimer Reichsreferendar bei der Reichshofkanzlei zu Wien. Aus der Ehe gingen zwei Kinder hervor, darunter der General Philipp von Hertling.

### Militärkarriere
Hertling erhielt seine Ausbildung im Kadettenkorps, trat in die pfalz-bayerische Armee ein und wurde 1798 Unterleutnant. In den Feldzügen 1800/15 avancierte er zunächst zum Oberleutnant und stieg bis zum Oberst auf. Zeitweise fungierte Hertling als Adjutant des Generals Bernhard Erasmus von Deroy (1743–1812). 1814 zeichnete man ihn für Tapferkeit in der Schlacht von Bar-sur-Aube am 27. Februar 1814 mit dem Ritterkreuz des Militär-Max-Joseph-Ordens aus.
Hertling war ab Mitte Juli 1814 der erste Kommandeur des Infanterie-Leib-Regiments. Anschließend wurde er unter Beförderung zum Generalmajor am 11. Februar 1824 zum Brigadier der 1. Infanterie-Brigade ernannt. Ende April 1832 war er zu den militärischen Konferenzen nach Berlin kommandiert und wurde am 28. Oktober 1835 zum Inhaber des 15. Linien-Infanterie-Regiments ernannt. Mit der Beförderung zum Generalleutnant erhielt Hertling am 22. März 1836 das Kommando über die 4. Armee-Division in Würzburg. Ab 12. Dezember 1836 führte Hertling die Geschäfte des Kriegsministers und war vom 1. Februar 1837 bis zu seiner Pensionierung am 1. November 1838 Kriegsminister. Er bekleidete außerdem die Würde eines bayerischen Kammerherren.